# 今文经
今文經，乃指以漢代隸書文字所寫的儒家經書。秦始皇焚书坑儒后，《六经》散落失轶。西漢初年，有秦朝遗儒伏生等人凭借记忆口授《五经》，以汉隶写成，故曰今文经，後延伸出了今文經學。
后漢景帝之子魯恭王劉餘，从孔子之宅壁内发现孔子家族等人所藏的先秦古文書籍，即称古文经。

## 传经士
- 田何传《易经》
- 伏生口授《尚書》
- 申公（鲁）、辕固（齐）、韩婴（韩）三家治《诗经》。
- 高堂生传《仪礼》
- 胡毋生治《公羊傳》
- 瑕丘江公治《穀梁傳》

## 今文家
汉室立官学，除《榖梁》不在列外，每经下设博士若干。五经博士逐渐形成学派，西汉末年成十四家，称十四博士。十四博士合为今文家。
- 《易》四家

1. 施氏
2. 孟氏
3. 京氏
4. 梁丘氏

- 《书》三家

1. 欧阳氏
2. 大夏侯氏
3. 小夏侯氏

- 《诗》三家

1. 齐
2. 鲁
3. 韩

- 《礼》二家

1. 大戴
2. 小戴

- 《公羊》二家

1. 严氏
2. 颜氏